# 感覚毛
感覚毛（かんかくもう）とは、なにかしらの刺激を感知できる毛である。
- 触覚（触毛)：猫のひげなどの洞毛(血洞毛、震毛)[1]。
- 聴覚（聴毛）:人間の耳などにある有毛細胞（英語版）、クモなどの節足動物の足にあるトリコボスリア（英語版）。

また、節足動物には、味覚、嗅覚を感じ取る毛がある種もいる。